# Common Lives/Lesbian Lives
Common Lives/Lesbian Lives (CL/LL) fue una publicación trimestral lésbica producida colectivamente que se publicó en Iowa City, de 1981 a 1996. La revista dejó claro su compromiso de reflejar la diversidad de las lesbianas reflejando en cada número el trabajo y las ideas de lesbianas de color, judías, gordas, mayores de cincuenta y menores de veinte años, discapacitadas, pobres, trabajadoras, de clase media y de diferentes orígenes culturales. Common Lives/Lesbian Lives fue un hito en el mundo editorial lésbico, ya que fue una de las primeras revistas publicadas fuera de la escena urbana /costera de Nueva York/Los Ángeles/Berkeley.

## Historia
CL/LL fue iniciada por ocho lesbianas que vivían en el área de Los Ángeles a finales de 1980. Catherine Nicholson y Harriet Desmoines, cofundadoras de la revista Sinister Wisdom, alentaron a las mujeres afirmando que se necesitaban más revistas lésbicas porque Sinister Wisdom recibía más artículos de los que podía imprimir. Cindy Cleary, Anne Lee y Tracy Moore, que ya había estado involucrada en el colectivo que publicó el boletín feminista de Iowa City ¿Ain't I a Woman? de 1971 a 1974, formaron el núcleo central de la revista y trabajaron en ella tras  su mudanza a Iowa City. 
La existencia de Iowa City Women's Press y una empresa tipográfica propiedad y dirigida por mujeres hicieron de Iowa City el hogar ideal para la nueva revista.
El primer número de CL/LL se publicó en 1981 y la revista alcanzó una circulación máxima de unas 2500 suscriptoras nacionales e internacionales. Cuando el principal distribuidor de la revista, Inland, se declaró en quiebra en 1995, ya no se pudo continuar con la publicación.

## Contenido
El colectivo editorial quería que la revista fuera "inclusiva, no académica, diversa y accesible". La mayoría de los trabajos nunca antes habían sido publicados.
Todo los trabajos publicados fueron producidos por lesbianas autodefinidas y todas las voluntarias del proyecto eran lesbianas. Debido a esta política, una mujer heterosexual presentó una denuncia ante la Comisión de Derechos Humanos de la Universidad de Iowa porque creía que había sido discriminada al no ser contratada para realizar unas prácticas. Una mujer bisexual también presentó una denuncia porque su artículo no fue publicado.
El departamento de imprenta de la Universidad de Iowa se negó a imprimir el número 20 (1982) alegando que contenía fotografías explícitas de lesbianas haciendo el amor. La revista demandó a la universidad ganado el juicio.
El número de otoño de 1995 no se pudo publicar y, finalmente, el número 56, que iba a ser el último, se publicó como número de 1995-1996. A pesar de los esfuerzos por conseguir financiación, CL/LL cerró oficialmente en 1997.

## Archivo
Los archivos de la revista se depositaron en los Iowa Women's Archives de la Universidad de Iowa.

## Colaboradoras
Algunos de los colaboradoras de la revista fueron: Elana Dykewomon, Tee Corinne, Sapphire, Hawk Madrone, Julia Penelope, Candis Graham, Martha Miller y Ruth Mountaingrove.